# Wipbrug (Amsterdam)
De Wipbrug (brug 379) is een houten ophaalbrug in Amsterdam-Noord.

## Ligging en geschiedenis
Ze is gelegen halverwege de Liergouw tussen Schellingwoude en Ransdorp. De Liergouw gaat hier gepaard met aan weerszijden een sloot. Op die sloten staat in rechte hoek naar het zuidoosten de Zwanekesloot. Dit was ooit een afwateringsgeul met naastgelegen voetpad naar/van het meer Durgerdammer Die, tegenwoordig polder. De huidige brug stamt uit 1925. Rond die tijd werden ten minste vier qua ontwerp dezelfde bruggen neergelegd in het gebied dat net van Nieuwendam was overgegaan naar de gemeente Amsterdam. De Bakkersbrug, het Postje van Gerrit Vreeling en brug 380 (even verderop) hebben alle hetzelfde uiterlijk, echter alleen het Postje heeft een jaarsteen uit 1931. Voor de plaatsing van de Wipbrug op stenen landhoofden werd een termijn van vijf maanden aangehouden; het verkeer kon gebruik maken van een noodbrug.
De brug vertoont opvallende kenmerken. Zo steekt de bovenbalk op de hameipoort aan beide kanten enige centimeters uit. De hameipoort is bestaat niet uit een halve cirkel, maar uit een halve ellips. Het raakpunt tussen poort en balk bevat een kleine versiering. Aangezien het gebied toen al tot Amsterdam behoorde, zal het ontwerp van de brug komen van de Dienst der Publieke Werken, de ontwerper zelf is vooralsnog onbekend. In het voorjaar van 1952 moest de brug nog een kleine vernieuwing ondergaan, maar dat gebeurde in een dag werk.
De naam verwijst naar het type brug en had dus ook voor andere bruggen kunnen gelden. Hoewel de naam niet op de brug werd vermeld, kreeg de naam officiële status en werd als zodanig op een witte strip op de brug bevestigd.

## Vanaf zomer 2019
In de nazomer van 2019 kwam de Wipbrug in zwaar weer. De Liergouw en brug moesten klaar gemaakt worden voor zwaar verkeer. In verband met de versteviging van de Durgerdammerdijk en Uitdammerdijk wordt Liergouw met Wipbrug ingezet als omleidingroute. Dat kon de wipbrug toen niet aan. Daarom werd zij in september 2019 ontmanteld en werd de bovenbouw in de omliggende weilanden gelegd en kwam er een nieuw brugdek. In november 2020 werd ook de onderbouw (draagconstructie) verstevigd. Of de brug in oude staat wordt hersteld is niet bekend. De situatie moet stand houden tot de periode 2025-2027 In 2025 werd bekend dat in 2026 weer een "klassieke bovenbouw" geplaatst wordt. Het brug krijgt daarmee weer het uiterlijk van een ophaalbrug, maar wordt een vaste brug. Brugbediening is hier geen haalbare kaart; er is weinig scheepvaart, de afstand tot stroomvoorziening is groot en bewegende delen zouden te veel onderhoud vergen.

## Afbeeldingen

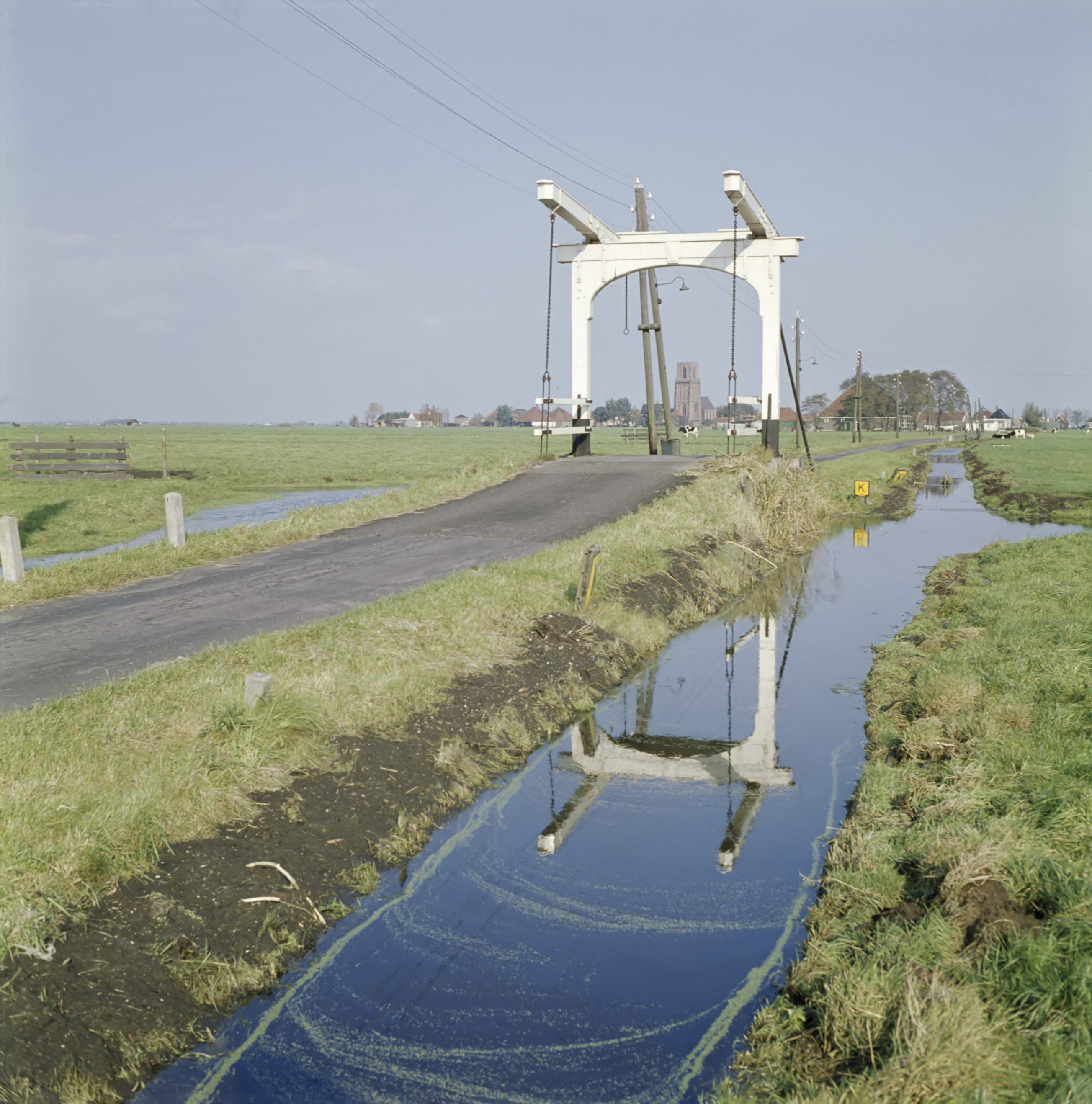
De Wipbrug in 1960
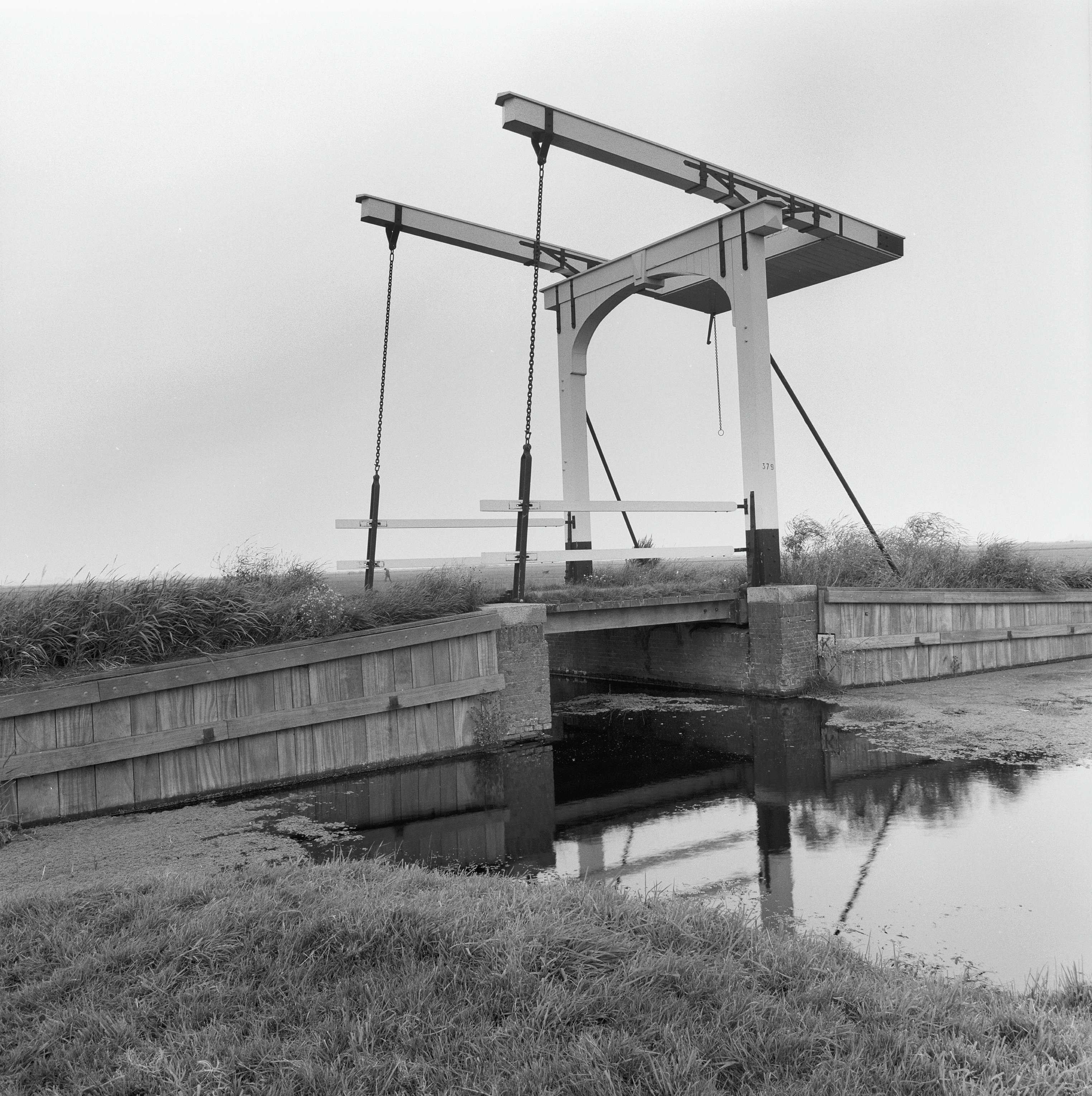
De Wipbrug in 1985
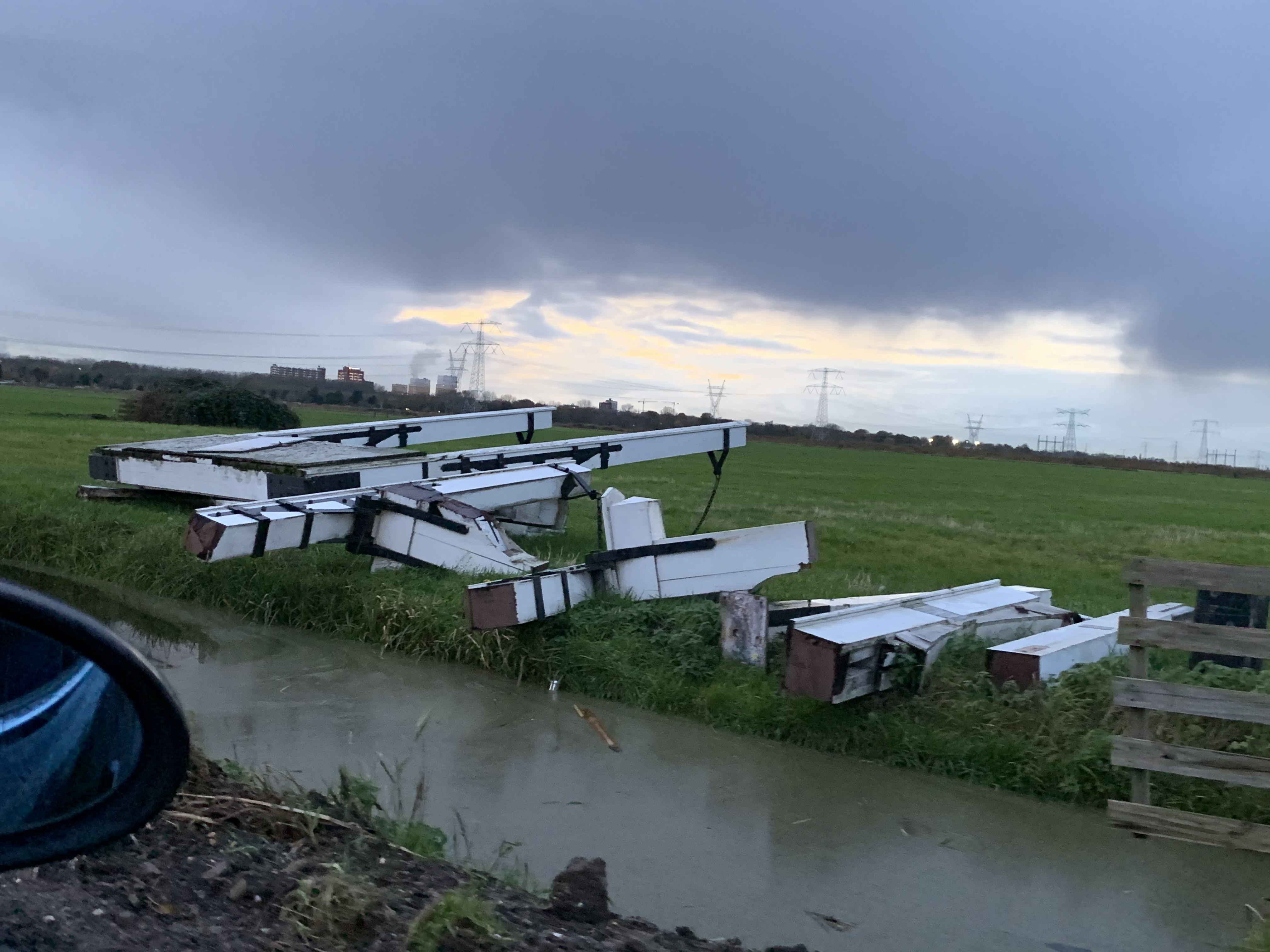
De resten van de Wipbrug in november 2019
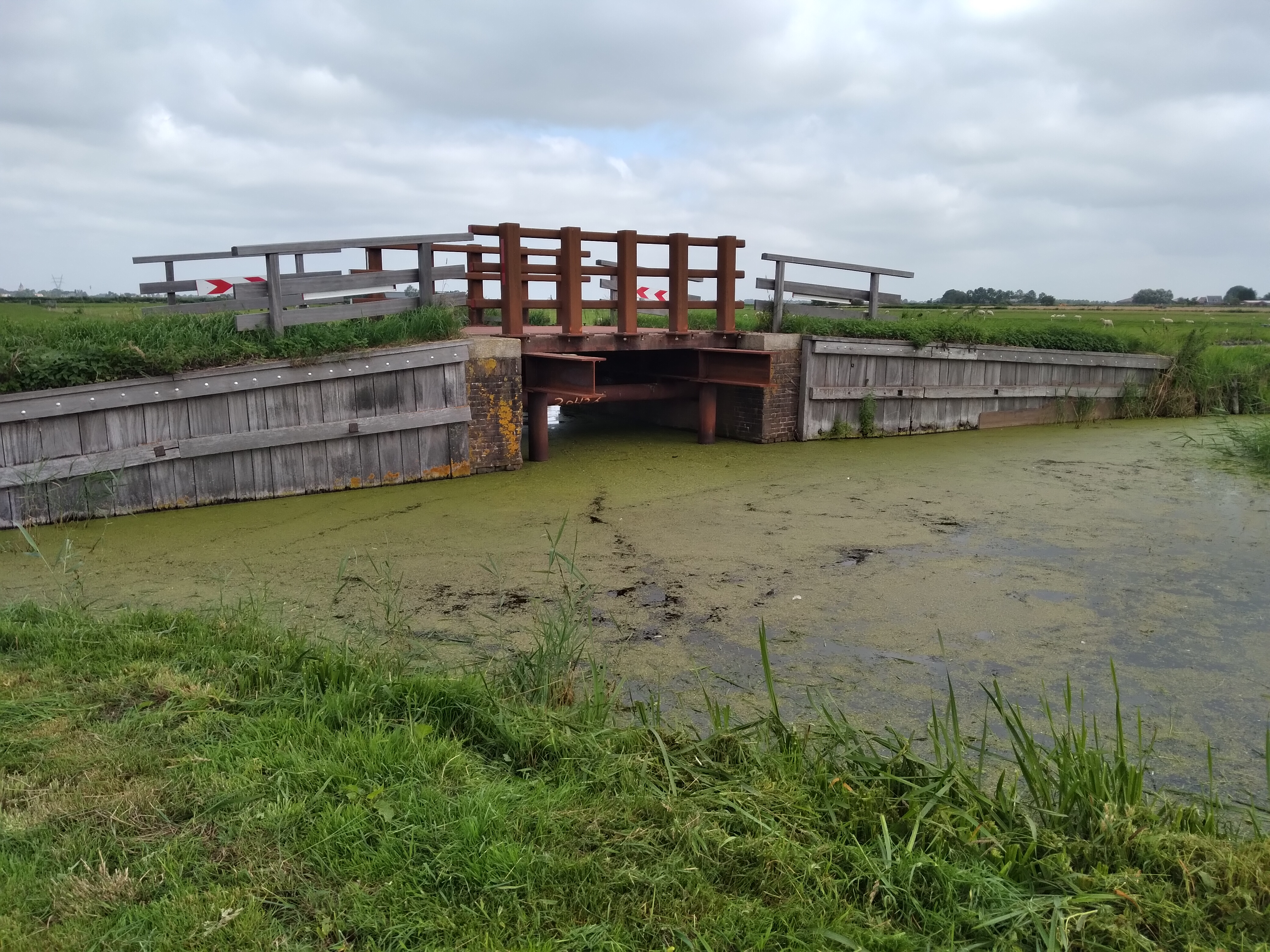
Vervanger van de Wipbrug (juli 2021)

<<< · 300 · 301 · 302 · 303 · 304 · 305 · 306 · 307 · 308 · 309 · 310 · 311 · 312 · 313 · 314 · 315 · 316 · 317 · 318 · 320 · 321 · 322 · 323 · 324 · 325 · 327 · 328 · 330 · 331 · 332 · 333 · 334 · 335 · 336 · 337 · 338 · 339 · 340 · 341 · 342 · 343 · 344 · 345 · 346 · 347 · 348 · 349 · 350 · 351 · 352 · 353 · 354 · 355 · 356 · 357 · 358 · 359 · 360 · 361 · 362 · 363 · 364 · 365 · 366 · 367 · 368 · 371 · 372 · 373 · 374 · 375 · 376 · 377 · 378 · 379 · 380 · 381 · 382 · 383 · 385 · 386 · 387 · 388 · 389 · 390 · 391 · 392 · 393 · 394 · 395 · 396 · 397 · 398 · 399 · >>>
Brugnummers 319, 326, 329 (tijdelijke duiker in de Ringspoordijk), 369, 370, 384 zijn niet (meer) vergeven.